# Fusil Winchester
Pour les articles homonymes, voir Winchester.
L'appellation fusil Winchester est un terme générique décrivant une série de carabines à répétition (en) à levier (en) fabriquées par la Winchester Repeating Arms Company. Développées à partir du fusil Henry de 1860, les carabines Winchester comptaient parmi les premières carabines à répétition. Le modèle 1873 a connu un succès particulier et a été commercialisé par le fabricant sous le nom de The Gun That Won the West (« l'arme qui a gagné l'Ouest »).

## Prédécesseurs

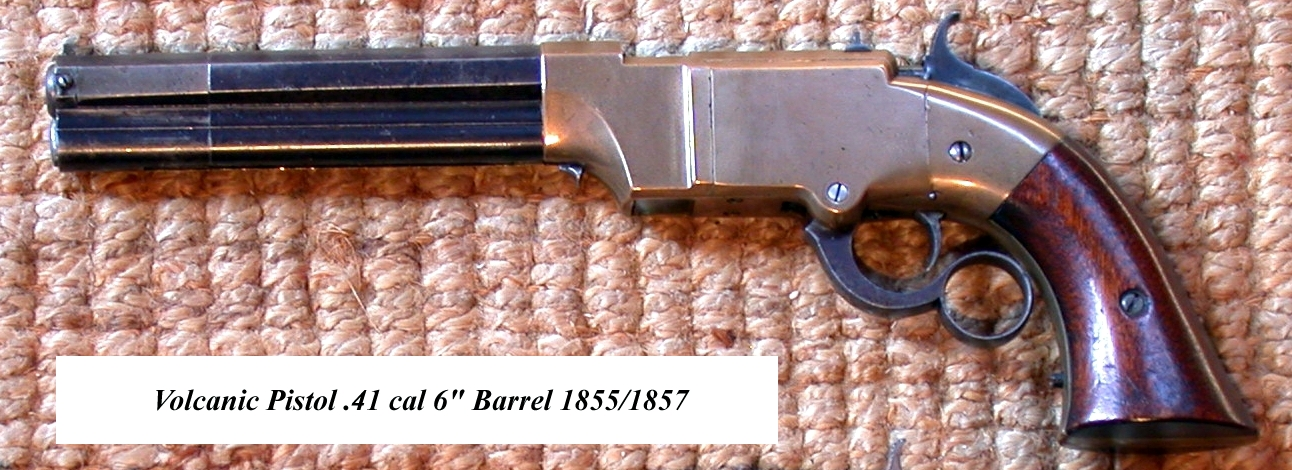
Pistolet Volcanic

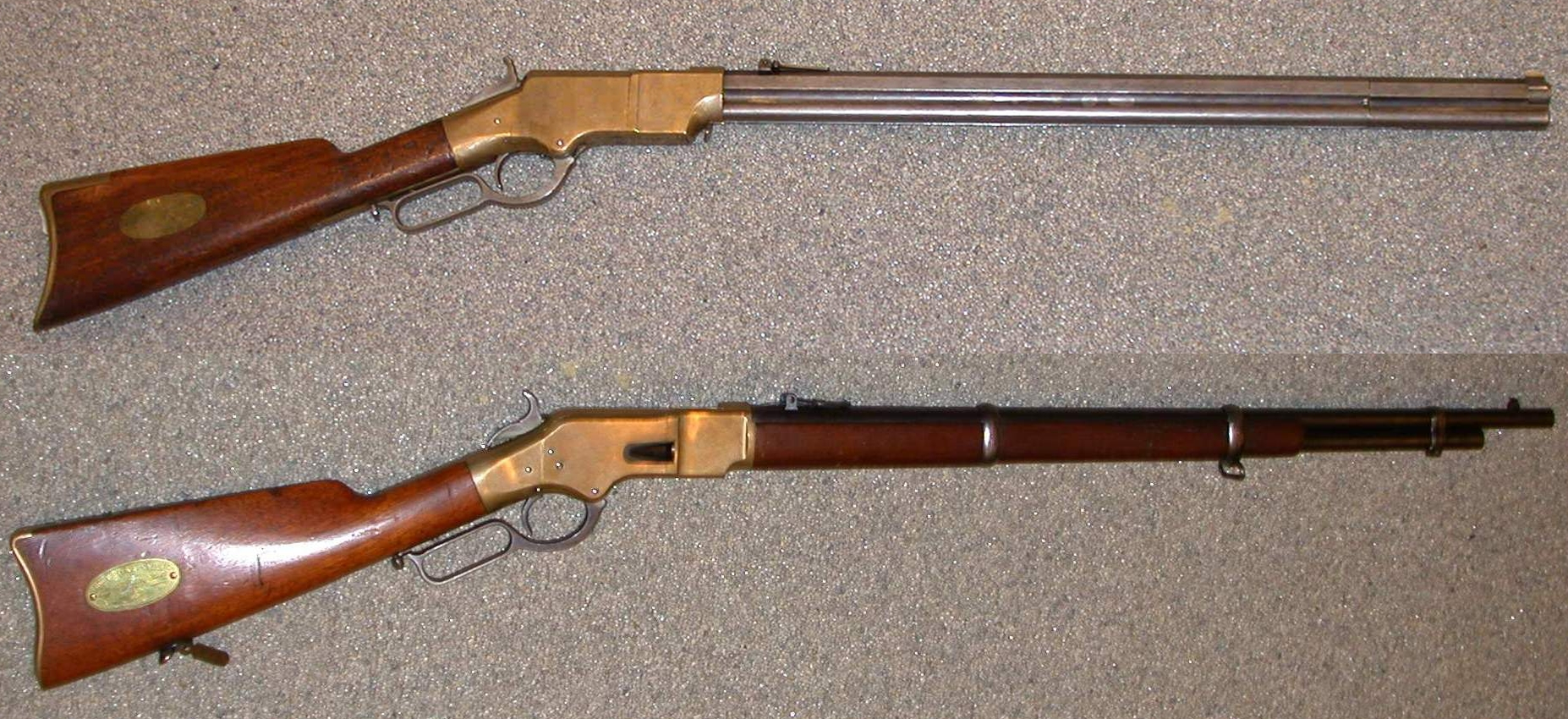
Mousquets 1860 Henry et 1866 Winchester Musket

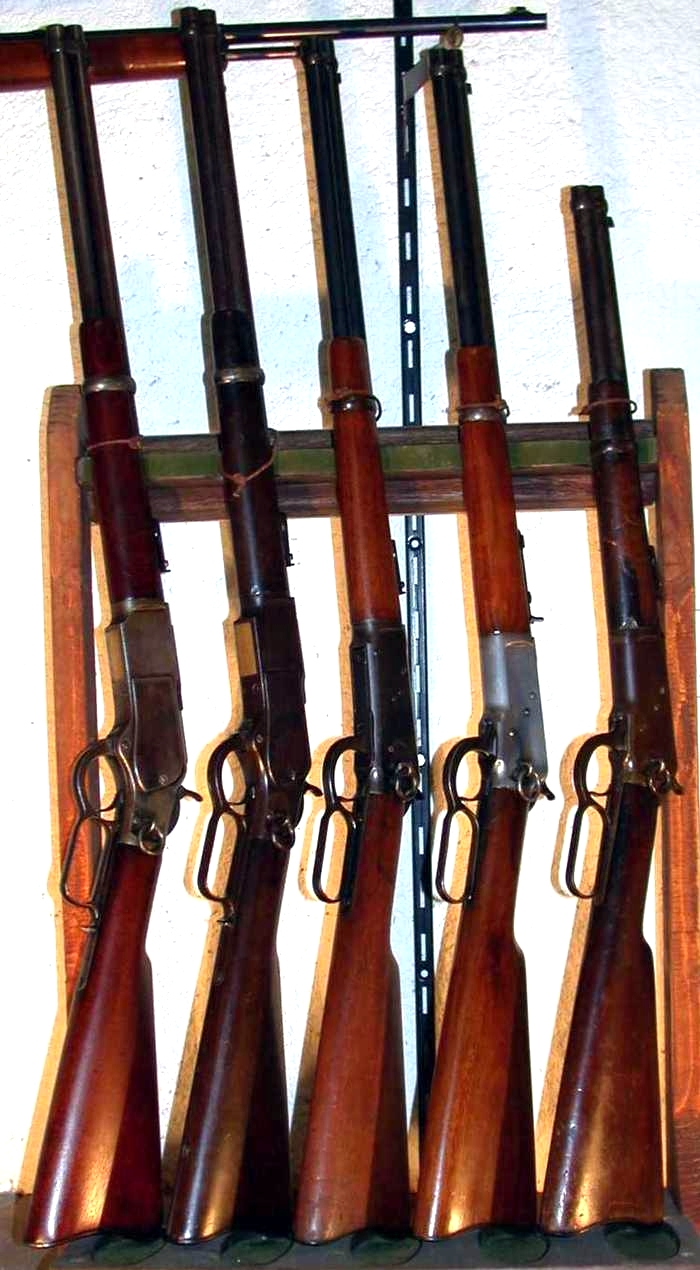
De gauche à droite, deux carabines 1873/1894/92/Trapper 92.

En 1848, Walter Hunt de New York fait breveter son « fusil à répétition à volition », qui comprend un chargeur tubulaire actionné par deux leviers et des liens complexes. Le fusil de Hunt tirait ce qu'il appelait la Rocket Ball (en), une des premières formes de munitions sans douille dans laquelle la charge de poudre était contenue dans la base creuse de la balle. La conception de Hunt était fragile et irréalisable, mais en 1849, Lewis Jennings acheta les brevets de Hunt et développa un fusil fonctionnel, bien que toujours complexe. Cette version a été produite en petit nombre par Robbins & Lawrence de Windosr, dans le Vermont, jusqu'en 1852.
Horace Smith et Daniel Wesson de Norwich dans le Connecticut acquirent le brevet Jennings de Robbins & Lawrence, ainsi que du chef d'atelier Benjamin Tyler Henry. Smith apporta plusieurs améliorations à la conception de Jennings et, en 1855, Smith & Wesson ainsi que plusieurs investisseurs formèrent une société, la Volcanic Repeating Arms Company, pour fabriquer la modification apportée par Smith au Hunt-Jennings, le pistolet et la carabine à levier Volcanic. Son principal actionnaire était Oliver Winchester.
Pour la carabine Volcanic, Smith ajouta une charge d'amorçage à la Rocket Ball de Hunt et créa ainsi l'une des premières cartouches métalliques fixes qui incorporait la balle, l'amorce et la poudre en une seule unité autonome. Alors qu'il travaillait encore pour la société, Smith est allé plus loin en ajoutant un étui cylindrique en cuivre pour contenir la balle et la poudre, l'amorce se trouvant dans le bord de l'étui, créant ainsi l'une des inventions les plus importantes de l'histoire des armes à feu : la cartouche métallique à percussion. La cartouche de Smith, le .22 Court, sera commercialisée en 1857 avec le revolver historique Smith & Wesson Model 1 (en) et est toujours fabriquée aujourd'hui.
La carabine Volcanic n'a connu qu'un succès limité, en partie imputable à la conception et aux performances médiocres de la cartouche Volcanic dérivée de Hunt, une balle conique creuse remplie de poudre noire et scellée par une amorce en liège. Bien que la conception répétitive de la Volcanic ait largement dépassé la technologie rivale, la puissance et la fiabilité insatisfaisantes des Rocket Balls de calibre 25 et 32 ne faisaient pas le poids face aux calibres plus importants des concurrents. Wesson a quitté Volcanic peu après sa création et Smith l'a suivi huit mois plus tard, pour créer la Smith & Wesson Revolver Company. Volcanic s'installe à New Haven en 1856, mais devient insolvable à la fin de l'année. Oliver Winchester rachète les actifs de l'entreprise en faillite aux actionnaires restants et la réorganise sous le nom de New Haven Arms Company en avril 1857.
Benjamin Henry continue à travailler sur le concept de cartouche Smith et met au point la cartouche .44 Henry, beaucoup plus grande et plus puissante. Henry supervise également la refonte de la carabine pour utiliser les nouvelles munitions, en ne conservant que la forme générale du mécanisme de la culasse et le magasin tubulaire. Ce fusil devient le fusil Henry en 1860, fabriqué par la New Haven Arms Company et utilisé en grand nombre par certaines unités de l'armée de l'Union pendant la guerre de Sécession. Les Confédérés appelaient le Henry « ce maudit fusil yankee qu'ils chargent le dimanche et tirent toute la semaine ! »

## Développement
Après la guerre, Oliver Winchester rebaptise New Haven Arms en Winchester Repeating Arms Company. La société modifie et améliore la conception de base du fusil Henry, créant la première carabine Winchester : le modèle 1866. Elle conserve la cartouche .44 Henry, également construite sur une monture en alliage de bronze, et dispose d'un chargeur amélioré et d'un avant-bras en bois. En 1873, Winchester introduit le modèle 1873 à armature en acier, chambrant la cartouche à percussion centrale plus puissante .44-40 WCF. En 1876, afin de concurrencer les puissants fusils à un coup de l'époque, Winchester lance le modèle 1876 (Centennial Model). Bien qu'il puisse loger des cartouches plus puissantes que les modèles 1866 et 1873, le mécanisme à genouillère n'était pas assez solide pour les cartouches puissantes alors populaires utilisées dans les fusils à un coup de Sharps ou de Remington.
À partir de 1883, John Moses Browning travaille en partenariat avec Winchester, concevant une série de fusils et de carabines, notamment les carabines à levier Winchester modèle 1886, 1892, 1894 et 1895, ainsi que le fusil à pompe modèle 1887/1901, le fusil à pompe modèle 1890 (en) et le fusil à pompe modèle 1893/1897.

## Carabines à répétition

### Modèle 1866

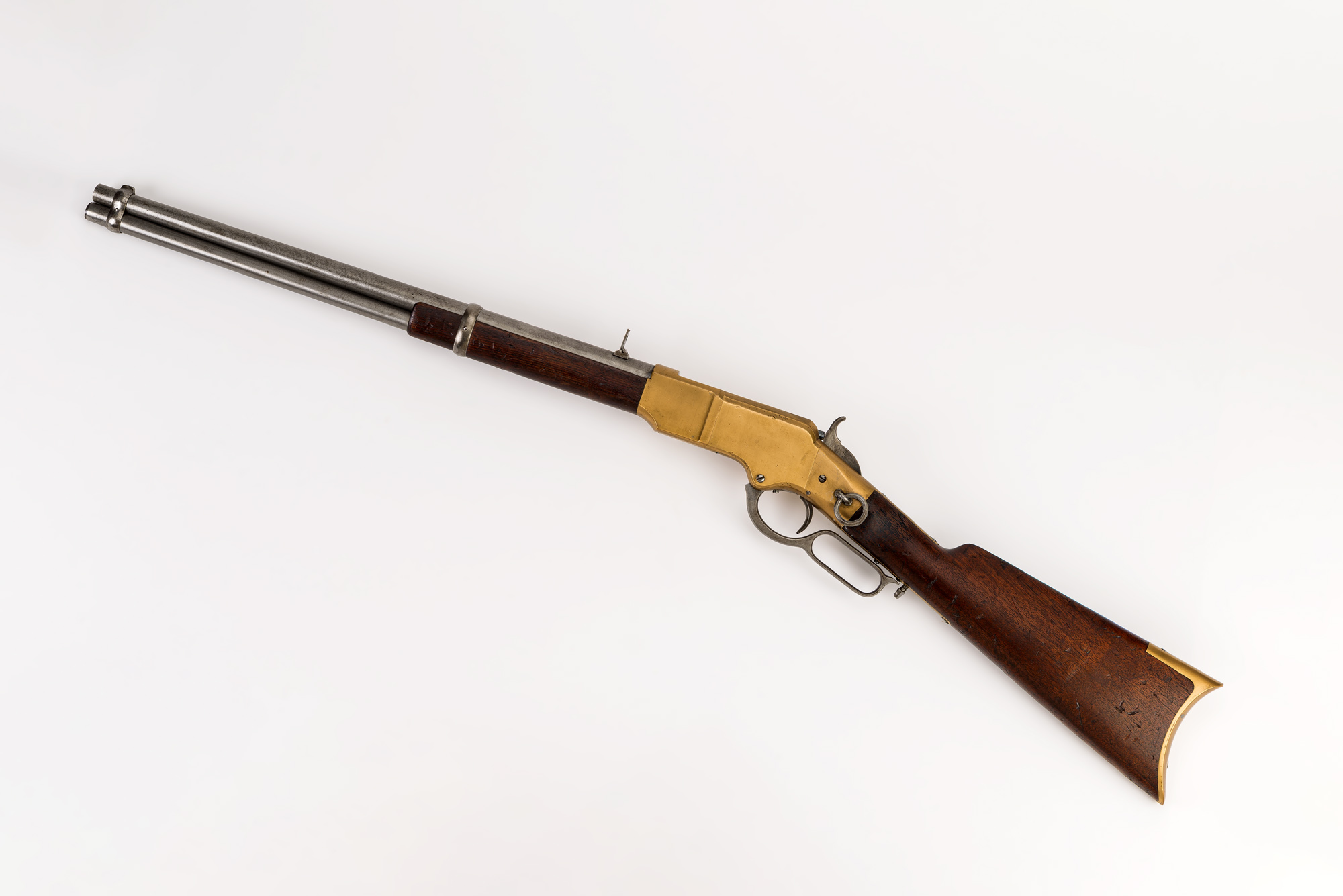
Modèle 1866 Yellow boy

La première carabine Winchester – la Winchester modèle 1866 – est à l'origine chambrée pour la cartouche à percussion annulaire .44 Henry. Surnommée Yellow Boy en raison de son boîtier en alliage bronze/laiton appelé bronze autrichien, elle est célèbre pour sa construction robuste et son mécanisme de carabine à répétition à levier (en) qui permettait à l'utilisateur de tirer un certain nombre de coups avant de devoir recharger. Le brevet amélioré de Nelson King remédie aux défauts du fusil Henry en incorporant une porte de chargement sur le côté de la carcasse et en intégrant un chargeur rond et scellé partiellement recouvert d'un étui.
La France achète 6 000 fusils modèle 1866 et 4,5 millions de cartouches .44 Henry pendant la guerre franco-prussienne. L'Empire ottoman achète 45 000 fusils modèle 1866 et 5 000 carabines en 1870 et 1871. Ces fusils ont été utilisés lors de la guerre russo-turque de 1877-1878, causant une grande surprise lorsque des Turcs en infériorité numérique lors du siège de Plevna ont infligé beaucoup plus de pertes que leurs adversaires armés de fusils à un coup Krnka (en) et Berdan (en). L'effet de la bataille de Plevna de 1866 suscite un regain d'intérêt pour l'adoption de fusils à répétition dans plusieurs pays européens.
L'armée suisse choisit d'abord le modèle 1866 pour remplacer ses fusils Milbank-Amsler à un coup. Cependant, la pression politique qui s'ensuit pour l'adoption d'un modèle national fait que le Vetterli modèle 1867, un modèle à verrou utilisant une copie du chargeur tubulaire de la Winchester, est adopté à la place.
En raison de la demande du public, le modèle 1866 continue à être fabriqué et vendu jusqu'en 1899, principalement parce qu'il est moins cher que les modèles à percussion centrale à armature en acier plus récents.

### Modèle 1873

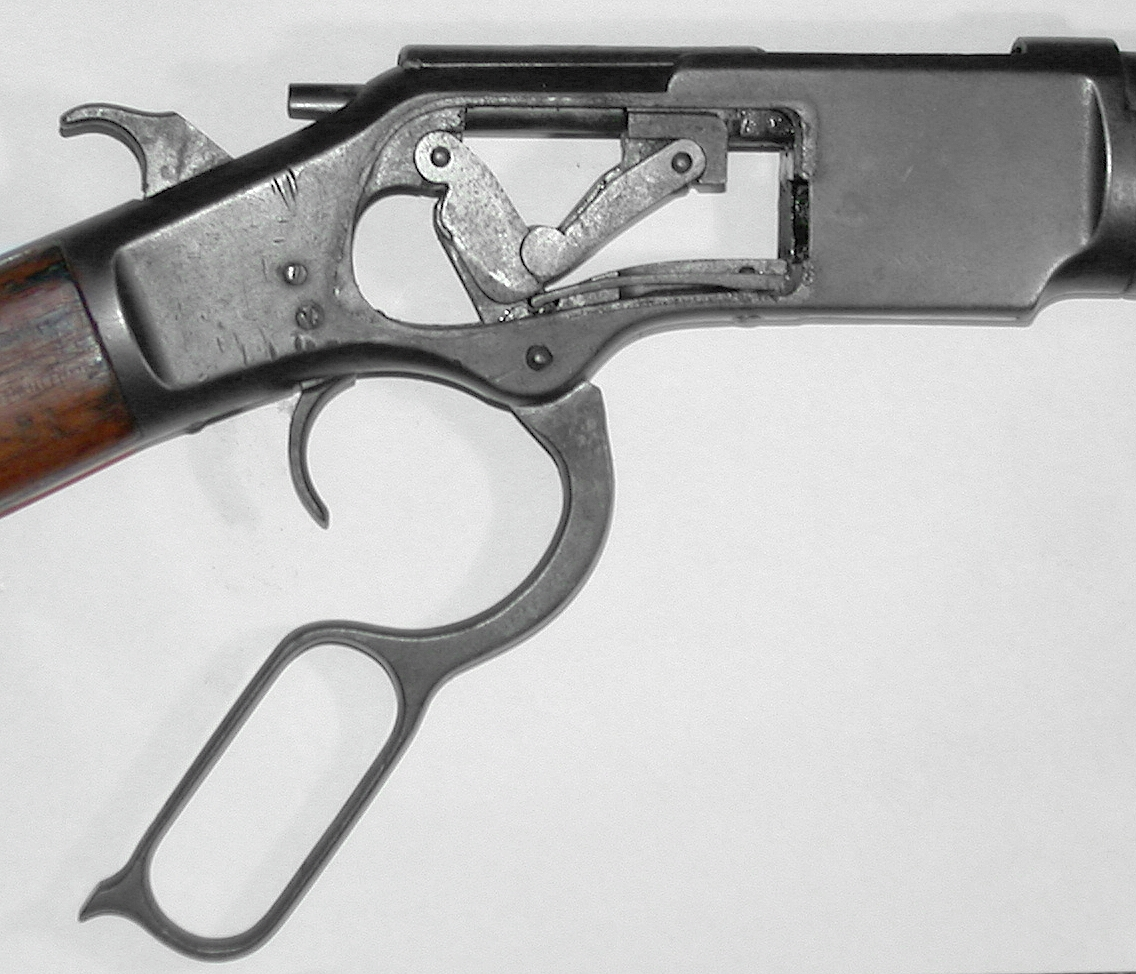
Winchester 73 à bascule

Le modèle 1873 est l'un des fusils Winchester les plus populaires de son époque, Winchester le présentant comme « l'arme qui a gagné l'Ouest ». Il est fabriqué entre 1873 et 1923. Il est à l'origine chambré pour la cartouche .44-40 WCF, qui est la première cartouche à percussion centrale et qui devient immensément populaire. Le 1873 est ensuite fabriqué avec des cartouches .38-40 WCF et .32-20, qui vont toutes deux devenir des cartouches d'armes de poing populaires à l'époque, permettant aux utilisateurs de ne transporter qu'un seul type de munitions. Le modèle 1873 est produit en trois variantes : un fusil à canon de 61 cm, une carabine à canon de 51 cm, et un « mousquet » de 76 cm – qui était destiné aux contrats militaires et ne représentait que moins de 5 % de la production. (Le terme « mousquet » désignait à l'époque une crosse pleine longueur de style militaire, à ne pas confondre avec un véritable mousquet à âme lisse). Le fusil de longueur standard est le plus populaire au XIXe siècle, bien que Winchester fabrique des fusils sur commande dans toutes les configurations souhaitées par le client, y compris des canons plus longs ou des carabines avec des canons aussi courts que 30,48 cm, des canons de forme octogonale, des receveurs cémentés en couleur et des gravures fantaisistes.
Le modèle 1873 original n'a jamais été proposé dans la cartouche de revolver militaire .45 Colt, mais un certain nombre de reproductions modernes sont chambrées pour cette cartouche.
Pour célébrer et renforcer le prestige du modèle 1873, Winchester crée en 1875 une catégorie très convoitiée, le One of One Thousand. Les canons produisant des groupements inhabituellement petits lors des tirs d'essai sont montés sur des carabines dotées de détentes réglées et d'une finition spéciale. Marquées One of One Thousand, elles se vendaient à un prix alors élevé de 100 $ (soit 2 300 $ en 2024). Un western populaire de 1950 avec James Stewart, Winchester '73, est basé sur cette arme convoitée. Les promotions comprenaient une recherche de fusils One of One Thousand par Universal Studios, avec des publicités dans les magazines sportifs et des affiches dans les magasins d'articles de sport.
Une deuxième catégorie de canons du modèle 1873 produisant une précision supérieure à la moyenne est montée sur des fusils portant la mention One of One Hundred, et a été vendue 20 dollars plus cher. Environ 136 modèles 1873 One of One Thousand ont été vendus, et seulement huit One of One Hundreds.
Au total, plus de 720 000 modèles 1873 sont produits jusqu'en 1923. Avec un retour à la popularité dû au Cowboy action shooting (en) actuel, les fusils et carabines 1873 de haute qualité ont été fabriqués en Italie par Uberti (en), encourageant un retour à la production sous licence de la société Olin (en) en 2013, rejoignant le modèle 1892 et 1894 fabriqués au Japon par la Miroku Corporation (en) pour FN/Browning. Presque fidèle à l'original dans sa conception, y compris la sécurité de déconnexion de la détente, le cache-poussière coulissant et la plaque de couche en forme de croissant, il incorpore deux améliorations en matière de sécurité : un bloc de percuteur l'empêchant de se déplacer vers l'avant à moins que la détente ne soit pressée, et une modification du porte-cartouche pour éjecter les douilles usagées à l'écart du tireur.
En 2014, un modèle 1873 altéré est retrouvé appuyé contre un arbre dans le parc national de Great Basin. Cette arme est devenue connue sous le nom de Winchester oubliée et a suscité l'intérêt des médias en raison du mystère qui entoure la personne qui l'a laissée là et la raison pour laquelle elle n'est jamais revenue la chercher.

### Modèle 1876

Teddy Roosevelt avec son modèle 1876 gravé

La Winchester modèle 1876, ou Centennial Model, est un fusil au cadre plus lourd que les modèles 1866 et 1873, chambré pour des cartouches à percussion centrale convenant à la chasse au gros gibier (en), plutôt que pour les cartouches à percussion annulaire et à percussion centrale de la taille d'une arme de poing de ses prédécesseurs. Bien que de conception similaire à la 1873, la 1876 était en fait basée sur un prototype de fusil à levier 1868 qui n'a jamais été produit commercialement par Winchester.
Introduit pour célébrer l'Exposition du Centenaire américain, le modèle 1876 a acquis la réputation d'être un fusil de chasse durable et puissant. Quatre versions ont été produites : un fusil à canon de 56 cm, un fusil express à canon de 66 cm avec un chargeur demi-long, un fusil de chasse à canon de 71 cm, et un mousquet à canon de 81 cm. Les fusils standard avaient une finition bleuie, tandis que les modèles de luxe étaient cémentés. Les collectionneurs identifient un premier modèle sans cache-poussière, un deuxième modèle avec un rail de cache-poussière fixé par une vis, et un troisième modèle avec un cache-poussière intégral. La production totale a été de 63 871 unités dont 54 One of One Thousand et seulement sept One of One Hundred.
Initialement chambré pour la nouvelle cartouche .45-75 Winchester (en) Centennial (conçue pour reproduire la balistique de la .45-70 dans un étui plus court), le modèle 1876 a également eu des versions en .40-60 Winchester (en), .45-60 Wincester et .50-95 Express ; le modèle 76 dans ce dernier chambrage est le seul répétiteur connu pour avoir été largement utilisé par les chasseurs de bisons professionnels. La Police montée du Nord-Ouest du Canada a utilisé le modèle 76 en .45-75 comme arme longue standard pendant de nombreuses années, 750 fusils ayant été achetés en 1883 ; la carabine Mountie '76 a également été fournie à la Texas Ranger Division. Theodore Roosevelt a utilisé une carabine 76 gravée et munie d'un demi-magasin lors de ses premières expéditions de chasse dans l'Ouest et en a fait l'éloge. Un '76 a également été trouvé en possession du guerrier apache Geronimo après sa reddition en 1886.
Le récepteur du modèle 1876 était trop court pour traiter les cartouches populaires pour le gros gibier, y compris le .45-70, et la production a cessé en 1897, car les chasseurs de gros gibier préféraient le modèle 1886 chambré pour des cartouches plus longues et plus puissantes.

### Modèle 1886

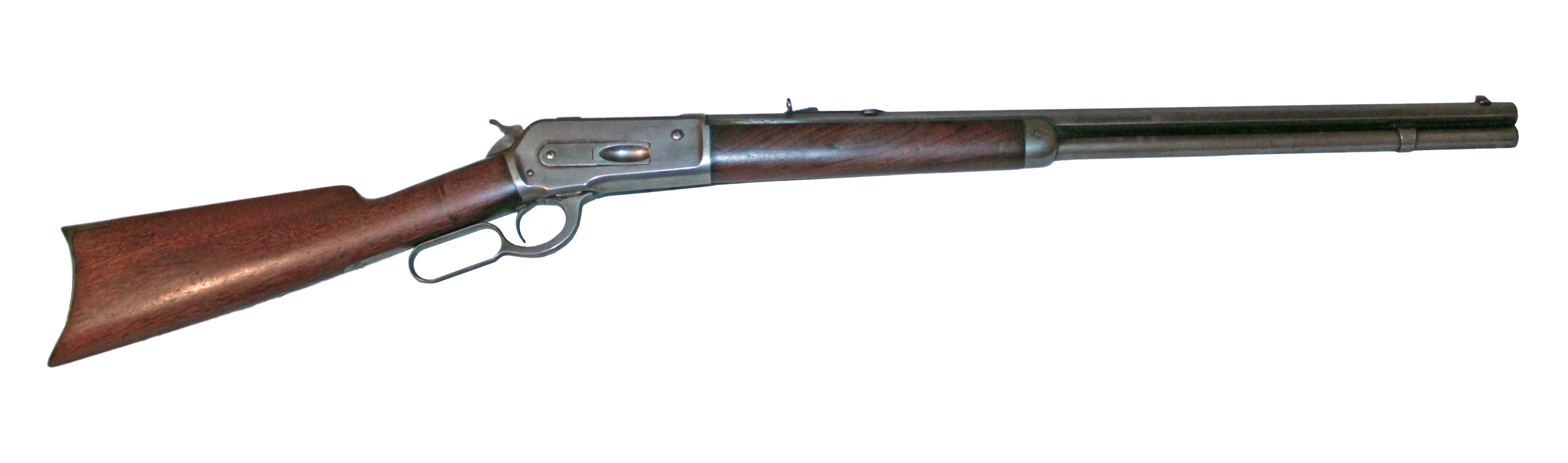
Winchester modèle 1886

Le modèle 1886 poursuit la tendance à chambrer des cartouches plus lourdes et possède un tout nouveau mécanisme de verrouillage considérablement plus solide que le modèle 1876 à genouillère. Il est conçu par John Moses Browning, qui entretient une longue et fructueuse relation avec Winchester entre les années 1880 et le début des années 1900. William Mason (en) apporte quelques améliorations à la conception originale de Browning. À bien des égards, le modèle 1886 est un véritable fusil express (en) américain, car il peut être chambré dans les cartouches à poudre noire les plus puissantes de l'époque, telles que la .45-70 Government, un objectif de longue date de Winchester. Le 1886 s'avère capable de manier non seulement le .45 Government mais aussi le .45-90 et les énormes .50-110 Express (en) buffalo,, et en 1903 il est chambré pour la cartouche sans fumée à haute vitesse .33 Winchester (en). En 1935, Winchester introduit un M1886 légèrement modifié sous le nom de modèle 71 (en), chambré pour la cartouche plus puissante .348 Winchester (en).

### Modèle 1892
Afin de concurrencer les nouvelles offres de Marlin, Winchester revient à ses racines avec le modèle 1892, qui est chambré pour les mêmes cartouches à basse pression que le modèle 1873. Le modèle 1892 incorpore une mécanique Browning beaucoup plus puissante, qui est une version réduite du modèle 1886. C'est également un fusil beaucoup plus léger que le modèle 1873, avec lequel il est vendu simultanément pendant plus de vingt ans, pour le même prix.
Au total, 1 004 675 fusils modèle 1892 sont fabriqués par Winchester, et le modèle est exporté dans le monde entier, devenant très populaire en Amérique du Sud et en Australasie. Bien que Winchester en ait arrêté la fabrication en 1941, des versions sont encore fabriquées aujourd'hui par l'armurier brésilien Amadeo Rossi et par Chiappa Firearms (en), un fabricant italien. Dans sa forme moderne, utilisant des matériaux et des techniques de production actualisés, l'action du modèle 1892 est suffisamment puissante pour chambrer des balles d'armes de poing à haute pression, telles que le .357 Magnum, le .44 Magnum et le .454 Casull. Le Winchester modèle 92 a souvent été utilisé dans les westerns hollywoodiens et les séries télévisées en dehors de sa période d'utilisation, atteignant une certaine renommée en tant que fusil à levier de cow-boy, bien qu'il ait été produit après cette période.

### Modèle 1894

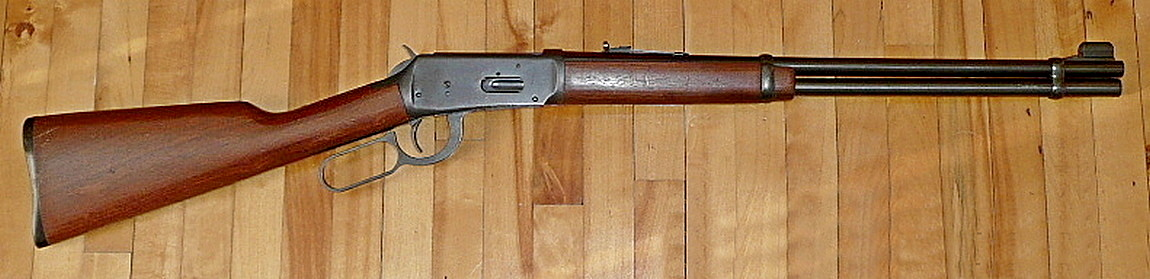
Winchester modèle 1894

La Winchester modèle 1894 conçue par John Browning est la plus répandue des carabines à répétition Winchester. Le modèle 1894 est d'abord chambré pour les cartouches .32-40 et .38-55, et plus tard, pour une variété de calibres tels que le .25-35 WCF, .30-30, et .32 Winchester Special. Winchester est la première société à fabriquer une carabine civile équipée de nouveaux propulseurs sans fumée, et bien que des retards aient empêché la cartouche .30-30 d'apparaître sur le marché jusqu'en 1895, elle est restée la première cartouche à poudre sans fumée commercialement disponible pour le marché nord-américain. Bien qu'il ait été initialement trop cher pour la plupart des tireurs, le modèle 1894 est devenu l'un des fusils de chasse les plus vendus de tous les temps – il a eu la particularité d'être le premier fusil de sport à se vendre à plus d'un million d'exemplaires, pour finalement être vendu à plus de sept millions d'exemplaires avant l'arrêt de sa production aux États-Unis en 2006. La configuration Winchester .30-30 est pratiquement synonyme de « fusil à chevreuil » aux États-Unis. Au début du XXe siècle, la désignation de la carabine est abrégée en modèle 94, comme c'était le cas pour tous les anciens modèles Winchester encore en production (par exemple : modèle 97, modèle 12, etc.).

### Modèle 1895
La Winchester modèle 1895 a la particularité d'être la première carabine à levier Winchester à se charger à partir d'un magasin à boîte interne au lieu d'un magasin à tube interne sous le canon. Cela permet au modèle 1895 d'être chambré pour des cartouches militaires avec des projectiles spitzer (pointus), et le fusil est utilisé par les forces armées d'un certain nombre de nations, y compris les États-Unis, le Royaume-Uni et la Russie impériale. Les modèles de la production russe pouvaient également être chargés à l'aide de clips de rechargement, une caractéristique que l'on ne retrouve sur aucun autre fusil à levier. Les calibres comprenaient le .30-40 Krag (.30 US ou .30 Army), le .303 British, le 30-03 Springfield, .30-06 Springfield, 7,62 × 54 mm R et .405 Winchester (en). Theodore Roosevelt utilisait un modèle 1895 en .405 lors de ses safaris en Afrique et l'appelait son medicine gun pour les lions. En 1908, la 1895 Winchester devient la première carabine de sport produite commercialement et chambrée en .30-06 (alors appelée « .30 Gov't 06 »).

### Modèle 88
Introduit en 1955, 60 ans après la dernière conception entièrement nouvelle d'une carabine à levier par Winchester, le modèle 88 ne ressemble à aucune autre carabine à levier précédente. Un levier à courte course actionne un verrou rotatif à trois branches et les cartouches sont alimentées verticalement à partir d'un chargeur amovible : il s'agit en fait d'une arme à verrou actionnée par un levier. Ces caractéristiques d'une carabine à levier permettent d'utiliser des cartouches modernes de grande puissance à douille courte avec des balles spitzer : .243 Winchester, .284 Winchester, .308 Winchester (essentiellement 7,62 × 51 mm OTAN et .358 Winchester (en)). Le modèle 88 est abandonné en 1973 et est la troisième carabine à levier la plus vendue dans l'histoire de Winchester, après le M1894 et le M1892. Le Sako Finnwolf et le Browning BLR plus tardifs ont des actions similaires. La carabine modèle 88 est proposée avec un canon de 48,26 cm.

### Modèle 9422

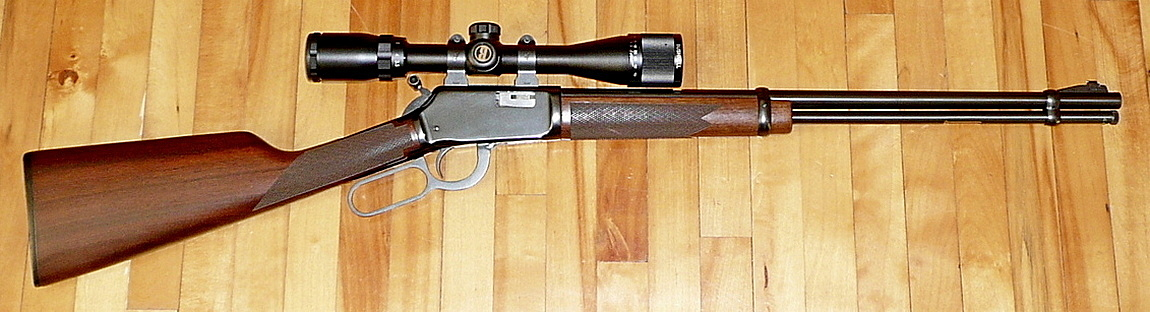
Winchester 9422 XTR .22 WMR avec lunette de visée

Le modèle 9422 de Winchester est introduit en 1972. Contrairement aux anciennes armes à levier Winchester, il est rainuré pour le montage d'une lunette de visée. Elle était proposée en .22 Long Rifle et .22 WMR, et son prix se situait dans le haut de gamme du marché des carabines de sport en .22 LR.
La conception du 9422 est originale et extrêmement fiable. Le système d'alimentation transporte la cartouche du chargeur à la face de la culasse par son rebord, et la glissière introduit l'arrière du bloc de culasse dans le logement de verrouillage. Un tampon en polymère dissimulé au-dessus de la culasse donne une sensation de verrouillage ferme et un mouvement de déverrouillage très positif.
Le 9422 a séduit dans le monde entier les clients nourris de westerns et les parents désireux d'initier leurs enfants au tir. Au cours de la production, un modèle de finition supérieure appelé 9422 XTR, un modèle à percussion annulaire .17 et plusieurs modèles commémoratifs ont été proposés. La production a pris fin en 2005.

## Nouvelle production
En 2013, Winchester réintroduit le modèle 1873, fabriqué sous licence de la société Olin (en) par FN/Browning, et au Japon, dans la préfecture de Kōchi, par la Miroku Corporation (en). Il rejoint le modèle 1892 et le modèle 1894 en tant que troisième modèle de fusil Winchester classique à être réintroduit. Le nouveau modèle 1873 est disponible avec un canon de 51 ou 61 com, rond ou octogonal, et un chambrage de .357 Magnum/.38 Special, .44-40 Winchester, ou .45 Colt. Sa conception est presque identique à celle des originaux, y compris la sécurité de déconnexion de la détente, le cache-poussière coulissant et la plaque de couche en forme de croissant, à deux exceptions notables près. Un mécanisme de sécurité supplémentaire, un bloc de percuteur qui l'empêche de se déplacer vers l'avant à moins d'appuyer sur la détente a été intégré, et le porte-cartouches a été modifié pour éjecter les douilles usagées à l'écart du tireur. Le chargeur tubulaire fixe a une capacité maximale de quatorze cartouches (treize pour les fusils de calibre 44 et 45).